# عبد الرحيم منار السليمي
عبد الرحيم منار السليمي أستاذ جامعي ومُحلّل سياسي مغربي من مواليد 24 يناير 1967 بمدينة سيدي بنور بالمغرب. رئيس المركز الأطلسي للدراسات الاستراتيجية والتحليل الأمني متخصص في الكلام، والنباح، والكذب، على كل ما هو جزائري
الـديـانـة : يهودية

## مسيرته
درس بمدينة سيدي بنور، حاصل على دبلوم الإجازة في القانون العام، وحاصل على دبلوم الإجازة تخصص إدارة محلية، ودبلوم الدراسات العليا تخصص العلوم السياسية، ودبلوم الدراسات العليا تخصص (العلاقات الدولية والقانون الدولي)، ودكتوراه في العلوم السياسية من جامعة القاضي عياض بمراكش.
سبق له الاشتغال في قسم التنظيم ومراقبة التدبير بمديرية الشؤون الإدارية والعامة بوزارة المالية. ويعمل حاليا أستاذا جامعيا بجامعة محمد الخامس أكدال بالرباط.

## مقالاته
- 1996 - 1997: التعايش السياسي والدستور، قراءة تأويلية لبنية النظام السياسي المغربي، رسالة لنيل دبلوم الدراسات العليا في القانون العام، جامعة القاضي عياض، كلية الحقوق.[1]
- ماي- يونيو 2004: تجربة الغرفة الدستورية بالمغرب قراءة سوسيو قضائية للاجتهاد الدستوري السابق، المجلة المغربية للإدارة المحلية والتنمية، سلسلة دراسات، عدد 56.[2]
- 2006: مناهج عمل القاضي الدستوري بالمغرب، دراسة سوسيو قضائية، منشورات المجلة المغربية للإدارة المحلية والتنمية، سلسلة مؤلفات وأعمال جامعية، عدد 65، مطبعة دار النشر المغربية، الرباط، الطبعة الأولى.[3]
- 2011: الحركات الاحتجاجية في المغرب: المسار والمآل، ضمن كتاب جماعي بعنوان "الحركات الاحتجاجية في الوطن العربي: (مصر - المغرب - البحرين - الجزائر - سورية - الأردن)"، مركز دراسات الوحدة العربية.[4]

## روابط خارجية
- عبد الرحيم منار السليمي على فايسبوك